# Montelloso
Montelloso (en asturiano y oficialmente: El Monteḷḷousu) es una casería que pertenece a la parroquia de Calleras en el concejo de Tineo (Principado de Asturias). Se encuentra 168 m s. n. m. y está situada a 16 km de la capital del concejo, la villa de Tineo. 

## Población
Es una población deshabitada desde el año 2001 en el que quedó sin habitantes (INE, 2001) y cuenta con un total de 1 vivienda (INE, 2010).